# 王見川
王見川（？—？），字道存，號畜齋，别号介石，福建永定人，為清朝政治人物。

## 生平
王見川為乾隆元年（1736年）丙辰科殿試第二甲進士。選翰林院庶吉士，散館改任安徽歙县知縣。